# 4x400-meterløb blandet hold (atletik)
4x400-meterløb blandet hold er en atletikdisciplin som er en variant af 4 × 400-meterløb med 2 mænd og 2 kvinder på hvert hold.
Disciplinen blev indført i 2017 ved IAAF's særlige stafetstævne i Nassau på Bahama. Løbernes indbyrdes startrækkefølge var for alle hold mand-kvinde-kvinde-mand.
Hjemmeholdet vandt foran USA og Jamaica.
Disciplinen var på programmet igen ved atletik-VM i 2019. Alle holdene brugte samme rækkefølge som i Nassau, undtagen Polen (m-m-k-k). 
Fra 2022 blev rækkefølgen mand-kvinde-mand-kvinde gjort obligatorisk.